# Maximilian Karl Theodor von Holnstein
Le comte Maximilian Karl Theodor von Holnstein aus Bayern, né le 19 octobre 1835 à Munich et décédé le 1er février 1895 à Schwarzenfeld, est un propriétaire terrien et diplomate bavarois. Comme conseiller et grand écuyer du roi Louis II, il a une influence considérable sur la politique dans le royaume de Bavière et a également joué un rôle important dans la genèse de la «Kaiserbrief». En 1886, il est impliqué dans la destitution du roi.

## Biographie
Maximilien von Holnstein est le fils du propriétaire terrien et trésorier royal Karl Theodor von Holnstein (1797-1857) et de son épouse Caroline, née baronne von Spiering (1815-1859). Il est le petit-fils du comte Franz Ludwig von Holnstein (1723-1780), fils illégitime du prince électeur puis empereur Karl Albrecht (Charles VII Albert) de Bavière. 
Il devient le compagnon de jeu et le confident des futurs Louis II et Othon Ier de Bavière. Il réside généralement dans le château familial de Schwarzenfeld, dans le Haut-Palatinat. En 1862, il se bat en duel au pistolet, est condamné puis gracié par Louis II.
Dès 1866, il est grand écuyer à la Cour de Bavière. Il acquiert un rôle politique important, notamment dans les négociations pour l'unification de l'Allemagne et la création de l'Empire. Il fait partie de la délégation plénipotentiaire à Versailles où Guillaume Ier de Prusse est proclamé Empereur Allemand. Holnstein est officier, et le ministre de la guerre, Sigmund von Pranckh, s'indigne de cette mission, comme d'ailleurs tous les autres ministres qui sont tenus, eux aussi, dans l'ignorance la plus complète. Holnstein se vante auprès du grand-duc Frédéric Ier de Bade, gendre du roi de Prusse, d'avoir personnellement amené le roi de Bavière à accepter la notion de « Kaiser ». Il se met en rapport avec Bismarck qui, tout en ne lui accordant que peu de confiance, décide de l'utiliser. C'est Holnstein qui est chargé de porter à Louis II la « Kaiserbrief » demandant à Guillaume Ier d'accepter la couronne impériale. L'empereur lui en sera toujours reconnaissant. 
Dans un moment de détente, les conspirateurs de Versailles se permettent quelques plaisanteries à ce sujet. « Drôle d'histoire tout de même - ironise le comte Alexander von Bohlen - que cette entrevue de Holnstein et du roi de Bavière avec sa rage de dents ! - Et moi, se rengorgea Bismarck, vous avez vu le message que je lui ai envoyé ! Il ne pouvait faire autrement que de se rallier... Holnstein, cependant, en a été l'atout maître. Il a simplement été magnifique ! De quel ordre allons-nous le décorer ? »
On prête à Holnstein une influence considérable sur le roi. Le prince Eulenburg-Hertefeld, en 1882, évoque même une possible relation homosexuelle entre les deux hommes. 
En août 1874, accompagné d'Holnstein et du général Schanberger, Louis part brusquement pour Paris où il résida avec Hohenlohe-Schillingfürst à l'ambassade impériale d'Allemagne. Il fait fi des  cérémonies officielles et  passe ses journées en promenades et ses soirées au Théâtre-Français. Il visite longuement le château de Versailles. Louis se dispute avec Holnstein et visite seul Fontainebleau. Peu de choses dans la vie de Louis sont aussi inexplicables que son attachement pour  Holnstein.
En 1883, Holnstein tombe définitivement en disgrâce à cause de son refus de trouver de l'argent pour financer de nouvelles constructions souhaitées par Louis II. 
Le 8 juin 1886, Holnstein est fortement impliqué dans le complot visant à destituer Louis II. À la suite du rapport psychiatrique qui juge Louis incapable de régner, Holnstein est désigné comme tuteur (curateur) du roi. « Si je plains le roi, je serais aveugle », aurait-il dit.  Après la mort de Louis II, il  conserve son poste de colonel intendant des écuries royales du prince régent Luitpold jusqu'en 1892.
Il meurt le 1er février 1895 dans le château familial de Schwarzenfeld.